# Felix (Spagna)
Felix è un comune spagnolo  situato nella comunità autonoma dell'Andalusia.